# Epirrhoe albofasciata
Epirrhoe albofasciata là một loài bướm đêm trong họ Geometridae.